# Lara Marti
Lara Katinka Marti, née le 21 septembre 1999 à Bâle, est une footballeuse suisse. Elle évolue au poste de latérale gauche au RB Leipzig.

## Biographie
Lara Marti naît le 21 septembre 1999 à Bâle.

## Carrière

### En club
Elle débute le football au FC Lausen, en région bâloise, et intègre le FC Bâle à ses quatorze ans. En juin 2020, elle est transférée au Bayer Leverkusen.
Elle commence comme semi-professionnelle à Leverkusen.

### En sélection
Elle fait ses débuts en équipe nationale le 14 juin 2019. Elle est sélectionnée par Nils Nielsen pour participer à l'Euro 2022 organisé en Angleterre où elle dispute une rencontre,. Il s'agit de son premier tournoi continental.